# Nicolás Gaitán
Osvaldo Fabián Nicolás Gaitán, detto Nico (San Martín, 23 febbraio 1988), è un calciatore argentino, centrocampista o ala svincolato.

## Caratteristiche tecniche
Esterno offensivo, brevilineo, dotato di ottima velocità, grande dribbling e potenza di tiro, col suo sinistro infatti é capace di innescare i compagni in profondità e di tentare il tiro dalla lunga distanza.

## Carriera

### Club

#### Gli inizi
Cresciuto nella giovanili del Boca Juniors, esordisce in prima squadra il 1º giugno 2008 nel match casalingo contro l'Arsenal de Sarandí, vinto 3-1.
I primi gol da professionista arrivano il 31 agosto 2008 nel match di campionato contro l'Huracán, nel quale mette a segno una doppietta. In tutto mette insieme 79 presenze e 13 gol.

#### Benfica
Il 3 maggio 2010 il club portoghese del Benfica ne annuncia ufficialmente l'acquisto per la cifra di 8,4 milioni di euro.
Segna i suoi due primi gol il 14 novembre nel 4-0 contro il Naval. Il 17 marzo 2011 il suo primo gol in Europa League nella gara di ritorno degli ottavi contro il PSG (1-1) è decisivo per il passaggio del turno. Il primo gol in Champions arriva invece il 27 luglio seguente nel turno preliminare contro il Trabzonspor (2-0).
Tra il 2013 e il 2016 vince tre volte il campionato, una volta sia la Coppa nazionale che la Supercoppa portoghese collezionando complessivamente con i biancorossi 252 presenze e 40 gol.

#### Atletico Madrid
Il 16 giugno 2016 viene annunciato il suo ingaggio da parte dell'Atlético Madrid per 25 milioni di euro a partire dal 1º luglio.

#### Dalian Yifang e Chicago Fire
Il 26 febbraio 2018 viene ceduto al Dalian Yifang per 5 milioni di euro firmando un triennale. Il 28 febbraio rescinde consensualmente il contratto con la squadra cinese e si trasferisce nel campionato americano, precisamente al Chicago Fire.

#### Lille e  Braga
Dopo una stagione negli Stati Uniti durante la quale in 27 presenze segna 4 gol e fornisce 11 assist, il 31 gennaio 2020 si trasferisce al Lilla.
L'11 agosto 2020 viene acquistato a parametro zero dalla società portoghese del Braga, con cui l'esterno offensivo argentino sigla un contratto annuale.

#### Peñarol
Il 30 agosto 2021 viene acquistato dal Peñarol. Il 12 dicembre dello stesso anno, dopo neanche 4 mesi trascorsi tra le file dei gialloneri, nonostante la conquista del titolo nazionale, rescinde anticipatamente il proprio contratto con la società uruguaiana, rinunciando al restante stipendio che avrebbe dovuto ancora percepire.

### Nazionale
Esordisce nella nazionale maggiore il 30 settembre 2009 nell'amichevole contro il Ghana (2-0 per l'albiceleste), subentrando nel corso del match. Il 26 gennaio 2010 debutta dal primo minuto nell'amichevole contro la Costa Rica.

## Statistiche

### Presenze e reti nei club
Statistiche aggiornate al 26 febbraio 2021
| Stagione               | Squadra                | Campionato             | Campionato | Campionato | Coppe nazionali | Coppe nazionali | Coppe nazionali | Coppe continentali | Coppe continentali | Coppe continentali | Altre coppe | Altre coppe | Altre coppe | Totale | Totale |
| Stagione               | Squadra                | Comp                   | Pres       | Reti       | Comp            | Pres            | Reti            | Comp               | Pres               | Reti               | Comp        | Pres        | Reti        | Pres   | Reti   |
| ---------------------- | ---------------------- | ---------------------- | ---------- | ---------- | --------------- | --------------- | --------------- | ------------------ | ------------------ | ------------------ | ----------- | ----------- | ----------- | ------ | ------ |
| 2007-2008              | Boca Juniors           | PD                     | 1          | 0          | -               | -               | -               | CL                 | -                  | -                  | Cmc         | -           | -           | 1      | 0      |
| 2008-2009              | Boca Juniors           | PD                     | 32         | 5          | -               | -               | -               | CL+CS              | 7+4                | 0+1                | -           | -           | -           | 43     | 6      |
| 2009-2010              | Boca Juniors           | PD                     | 33         | 7          | -               | -               | -               | CS                 | 2                  | 0                  | -           | -           | -           | 35     | 7      |
| Totale Boca Juniors    | Totale Boca Juniors    | Totale Boca Juniors    | 66         | 12         |                 |                 |                 |                    | 13                 | 1                  |             | 0           | 0           | 79     | 13     |
| 2010-2011              | Benfica                | PL                     | 26         | 7          | CP+CdL          | 4+3             | 0               | UCL+UEL            | 5+8                | 0+1                | SP          | 1           | 0           | 47     | 8      |
| 2011-2012              | Benfica                | PL                     | 25         | 3          | CP+CdL          | 1+4             | 0               | UCL                | 10                 | 1                  | -           | -           | -           | 44     | 4      |
| 2012-2013              | Benfica                | PL                     | 23         | 3          | CP+CdL          | 6+2             | 1+0             | UCL+UEL            | 4+9                | 0+1                | -           | -           | -           | 44     | 5      |
| 2013-2014              | Benfica                | PL                     | 26         | 4          | CP+CdL          | 5+2             | 1+1             | UCL+UEL            | 5+5                | 1+1                | -           | -           | -           | 43     | 8      |
| 2014-2015              | Benfica                | PL                     | 27         | 4          | CP+CdL          | 2+2             | 0               | UCL                | 5                  | 0                  | SP          | 1           | 0           | 37     | 4      |
| 2015-2016              | Benfica                | PL                     | 25         | 4          | CP+CdL          | 1+2             | 0+3             | UCL                | 8                  | 4                  | SP          | 1           | 0           | 37     | 11     |
| Totale Benfica         | Totale Benfica         | Totale Benfica         | 152        | 25         |                 | 34              | 6               |                    | 63                 | 9                  |             | 3           | 0           | 252    | 40     |
| 2016-2017              | Atlético Madrid        | PD                     | 23         | 3          | CR              | 8               | 1               | UCL                | 5                  | 0                  | -           | -           | -           | 36     | 4      |
| 2017-feb. 2018         | Atlético Madrid        | PD                     | 6          | 0          | CR              | 2               | 0               | UCL + UEL          | 4+1                | 0                  | -           | -           | -           | 13     | 0      |
| Totale Atlético Madrid | Totale Atlético Madrid | Totale Atlético Madrid | 29         | 3          |                 | 10              | 1               |                    | 10                 | 0                  |             | -           | -           | 49     | 4      |
| 2018                   | Dalian Yifang          | CSL                    | 28         | 2          | CC              | 0               | 0               | -                  | -                  | -                  | -           | -           | -           | 28     | 2      |
| 2019                   | Chicago Fire           | MLS                    | 27         | 4          | USC             | 1               | 0               | -                  | -                  | -                  | -           | -           | -           | 28     | 4      |
| gen.-giu. 2020         | Lilla                  | L1                     | 4          | 0          | CF+CdL          | -               | -               | UCL                | -                  | -                  | -           | -           | -           | 4      | 0      |
| 2020-2021              | Braga                  | PL                     | 18         | 2          | CP+CdL          | 1+0             | 0               | UEL                | 4                  | 1                  | -           | -           | -           | 23     | 3      |
| 2021                   | Peñarol                | PD                     | 8          | 0          | -               | -               | -               | CS                 | 2                  | 0                  | -           | -           | -           | 10     | 0      |
| gen.-mag. 2022         | Paços Ferreira         | PL                     | 6          | 2          | CP+CdL          | 0+0             | 0+0             | -                  | -                  | -                  | -           | -           | -           | 6      | 2      |
| 2022-2023              | Paços Ferreira         | PL                     | 27         | 3          | CP+CdL          | 0+2             | 0+0             | -                  | -                  | -                  | -           | -           | -           | 29     | 3      |
| Totale Pacos Ferreira  | Totale Pacos Ferreira  | Totale Pacos Ferreira  | 33         | 5          |                 | 2               | 0               |                    | -                  | -                  |             | -           | -           | 35     | 5      |
| Totale carriera        | Totale carriera        | Totale carriera        | 366        | 53         |                 | 48              | 7               |                    | 92                 | 11                 |             | 3           | 0           | 508    | 71     |

### Cronologia presenze e reti in nazionale
| Cronologia completa delle presenze e delle reti in nazionale ― Argentina | Cronologia completa delle presenze e delle reti in nazionale ― Argentina | Cronologia completa delle presenze e delle reti in nazionale ― Argentina | Cronologia completa delle presenze e delle reti in nazionale ― Argentina | Cronologia completa delle presenze e delle reti in nazionale ― Argentina | Cronologia completa delle presenze e delle reti in nazionale ― Argentina | Cronologia completa delle presenze e delle reti in nazionale ― Argentina | Cronologia completa delle presenze e delle reti in nazionale ― Argentina |
| Data                                                                     | Città                                                                    | In casa                                                                  | Risultato                                                                | Ospiti                                                                   | Competizione                                                             | Reti                                                                     | Note                                                                     |
| ------------------------------------------------------------------------ | ------------------------------------------------------------------------ | ------------------------------------------------------------------------ | ------------------------------------------------------------------------ | ------------------------------------------------------------------------ | ------------------------------------------------------------------------ | ------------------------------------------------------------------------ | ------------------------------------------------------------------------ |
| 30-9-2009                                                                | Córdoba                                                                  | Argentina                                                                | 2 – 0                                                                    | Ghana                                                                    | Amichevole                                                               | -                                                                        | 66’                                                                      |
| 26-1-2010                                                                | San Juan                                                                 | Argentina                                                                | 3 – 2                                                                    | Costa Rica                                                               | Amichevole                                                               | -                                                                        | 46’                                                                      |
| 10-2-2010                                                                | La Plata                                                                 | Argentina                                                                | 2 – 1                                                                    | Giamaica                                                                 | Amichevole                                                               | -                                                                        | 60’                                                                      |
| 29-3-2011                                                                | San José                                                                 | Costa Rica                                                               | 0 – 0                                                                    | Argentina                                                                | Amichevole                                                               | -                                                                        |                                                                          |
| 1-6-2011                                                                 | Abuja                                                                    | Nigeria                                                                  | 4 – 1                                                                    | Argentina                                                                | Amichevole                                                               | -                                                                        |                                                                          |
| 5-6-2011                                                                 | Varsavia                                                                 | Polonia                                                                  | 2 – 1                                                                    | Argentina                                                                | Amichevole                                                               | -                                                                        | 78’                                                                      |
| 3-9-2014                                                                 | Düsseldorf                                                               | Germania                                                                 | 2 – 4                                                                    | Argentina                                                                | Amichevole                                                               | -                                                                        | 83’                                                                      |
| 14-10-2014                                                               | Hong Kong                                                                | Hong Kong                                                                | 0 – 7                                                                    | Argentina                                                                | Amichevole                                                               | 2                                                                        | 73’                                                                      |
| 18-11-2014                                                               | Manchester                                                               | Argentina                                                                | 0 – 1                                                                    | Portogallo                                                               | Amichevole                                                               | -                                                                        | 46’                                                                      |
| 4-9-2015                                                                 | Houston                                                                  | Argentina                                                                | 7 – 0                                                                    | Bolivia                                                                  | Amichevole                                                               | -                                                                        | 65’                                                                      |
| 13-10-2015                                                               | Asunción                                                                 | Paraguay                                                                 | 0 – 0                                                                    | Argentina                                                                | Qual. Mondiali 2018                                                      | -                                                                        | 84’                                                                      |
| 13-11-2015                                                               | Buenos Aires                                                             | Argentina                                                                | 1 – 1                                                                    | Brasile                                                                  | Qual. Mondiali 2018                                                      | -                                                                        | 70’                                                                      |
| 27-5-2016                                                                | San Juan                                                                 | Argentina                                                                | 1 – 0                                                                    | Honduras                                                                 | Amichevole                                                               | -                                                                        | 64’                                                                      |
| 3-6-2016                                                                 | San Jose                                                                 | Argentina                                                                | 2 – 1                                                                    | Cile                                                                     | Coppa America Centenario - 1º turno                                      | -                                                                        | 87’                                                                      |
| 10-6-2016                                                                | Chicago                                                                  | Argentina                                                                | 5 – 0                                                                    | Panama                                                                   | Coppa America Centenario - 1º turno                                      | -                                                                        | 66’                                                                      |
| 18-6-2016                                                                | Foxborough                                                               | Argentina                                                                | 4 – 1                                                                    | Venezuela                                                                | Coppa America Centenario - Quarti di finale                              | -                                                                        | 27’ 67’                                                                  |
| 1-9-2016                                                                 | Buenos Aires                                                             | Argentina                                                                | 1 – 0                                                                    | Uruguay                                                                  | Qual. Mondiali 2018                                                      | -                                                                        | 85’                                                                      |
| 6-9-2016                                                                 | Mérida                                                                   | Venezuela                                                                | 2 – 2                                                                    | Argentina                                                                | Qual. Mondiali 2018                                                      | -                                                                        | 82’                                                                      |
| 11-10-2016                                                               | Córdoba                                                                  | Argentina                                                                | 0 – 1                                                                    | Paraguay                                                                 | Qual. Mondiali 2018                                                      | -                                                                        | 58’                                                                      |
| Totale                                                                   |                                                                          | Presenze                                                                 | 19                                                                       |                                                                          | Reti                                                                     | 2                                                                        |                                                                          |

## Palmarès

### Club
- Campionato argentino: 1

Boca Juniors: Apertura 2008
- Coppa di Lega portoghese: 5

Benfica: 2010-2011, 2011-2012, 2013-2014, 2014-2015, 2015-2016
- Campionato portoghese: 3

Benfica: 2013-2014, 2014-2015, 2015-2016
- Coppa del Portogallo: 2

Benfica: 2013-2014
Braga: 2020-2021
- Supercoppa di Portogallo: 1

Benfica: 2014

### Individuale
- Squadra della stagione della UEFA Europa League: 1

2013-2014